# 28-я смешанная авиационная дивизия
 28-я авиационная дивизия (28-я ад) — воинское соединение Вооружённых Сил СССР в Великой Отечественной войне.

## История наименований
- 28-я авиационная дивизия;
- ВВС 10-й армии;
- 215-я смешанная авиационная дивизия;
- 215-я истребительная авиационная дивизия;
- 215-я Танненбергская истребительная авиационная дивизия;
- 215-я Танненбергская Краснознамённая истребительная авиационная дивизия.

## История
28-я авиационная дивизия сформирована в августе 1940 года в Забайкальском военном округе на основании решения СНК СССР, где находилась до июня 1941 г.
В составе действующей армии: с 16 июля 1941 г. дивизия впервые введена в бой. В четырех ее полках насчитывалось 80 СБ и 29 И-16. Два месяца соединение, в составе которого имелось немало хорошо подготовленных экипажей, вело неравные бои на Западном фронте, после чего 17 сентября 1941 г. было отведено на переформирование.
В сентябре 1941 г. входила в состав ВВС Брянского фронта.
С 22 ноября 1941 г. дивизия вновь приступила к боевым действиям, располагая 14 Як-1, 11 Р-5 и 18 У-2; средний уровень летной подготовки личного состава был теперь заметно ниже, чем летом. К концу декабря численный состав дивизии сократился до размеров полка.
С начала января 1942 г. была подчинена авиационной группе генерала Е.М.Николаенко.
25 января 1942 года 28-я авиационная дивизия на основании Приказа НКО СССР преобразована в ВВС 10-й армии.

## В составе объединений
| Объединение                                                                          | Период                        |
| ------------------------------------------------------------------------------------ | ----------------------------- |
| ВВС Забайкальского военного округа                                                   | 08.1940 г. — 16.07.1941 г.    |
| ВВС Западного фронта                                                                 | 16.07.1941 г. — 26.07.1941 г. |
| ВВС Центрального фронта                                                              | 26.07.1941 г. — 16.08.1941 г. |
| ВВС Брянского фронта                                                                 | 16.08.1941 г. — 17.09.1941 г. |
| Резерв Верховного Главнокомандования                                                 | 17.09.1941 г. — 22.11.1941 г. |
| ВВС Западного фронта                                                                 | 22.11.1941 г. — 25.01.1942 г. |
| 1-й гвардейский кавалерийский корпус (в оперативном подчинении) ВВС Западного фронта | 25.12.1941 г. — 25.01.1942 г. |

## Состав дивизии
На 22 июня 1941 года
Управление — Домна
32-й скоростной бомбардировочный авиационный полк — Бада
38-й скоростной бомбардировочный авиационный полк — Домна
150-й скоростной бомбардировочный авиационный полк — Чита
В разное время
За весь период своего существования боевой состав дивизии претерпевал изменения, в различное время в её состав входили полки:
| Период                        | Части                                                                                           |
| ----------------------------- | ----------------------------------------------------------------------------------------------- |
| 08.1940 г. — 18.06.1941 г.    | 8-й истребительный авиационный полк                                                             |
| 08.1940 г. —                  | 32-й скоростной бомбардировочный авиационный полк                                               |
| 08.1940 г. — 15.09.1941       | 38-й скоростной бомбардировочный авиационный полк                                               |
| 08.1940 г. — 16.07.1941       | 150-й скоростной бомбардировочный авиационный полк                                              |
| 20.08.1941 г. — 01.10.1941    | 37-й «А» скоростной бомбардировочный авиационный полк (448-й бомбардировочный авиационный полк) |
| 24.11.1941 г. — 25.01.1942 г. | 66-й истребительный авиационный полк                                                            |
| 17.09.1941 г. — 22.11.1941 г. | 566-й штурмовой авиационный полк                                                                |

## Командный состав
Командир дивизии
| Звание    | Имя                       | Период                  | Примечание |
| --------- | ------------------------- | ----------------------- | ---------- |
| Полковник | Мозговой Сергей Яковлевич | 27.07.1941 — 10.01.1942 |            |

Военные комиссары
Андреев Михаил Иванович полковой комиссар 14.09.1940—19.07.1941
Сухачев Михаил Николаевич полковой комиссар 19.07.1941—15.09.1941
Суслов Сергей Леонидович старший батальонный комиссар 09.1941—25.01.1942
Начальники политотдела
Сухачев Михаил Николаевич полковой комиссар 14.09.1940—19.07.1941
Суслов Сергей Леонидович батальонный комиссар 08.08.1941—27.11.1941
Рейдин Максим Иванович старший батальонный комиссар 05.12.1941—25.01.1942
Заместитель начальника политотдела
Ермаков Иван Филиппович майор
Начальник штаба
Карякин Георгий Максимович подполковник
Военком штаба
Вакуров Иван Степанович старший политрук (батальонный комиссар)
Заместитель начальника штаба
Никитин подполковник
Помощник начальника штаба по оперативной части
Григас старший лейтенант (с 1942 г. капитан)
Помощник начальника штаба по разведке
Курносов Семен Алексеевич капитан

## Участие в сражениях и битвах
- Смоленское сражение — с 16 июля 1941 года по 10 сентября 1941 года
- Московская битва — с 22 ноября 1941 года по 25 января 1942 года